# 김홍기 (축구인)
김홍기(한국 한자: 金弘冀, 1976년 3월 14일 ~ )는 대한민국의 전 축구 선수이며, 포지션은 공격수였다.